# Rondibilis sapporensis
Rondibilis sapporensis är en skalbaggsart som först beskrevs av Masaki Matsushita 1933.  Rondibilis sapporensis ingår i släktet Rondibilis och familjen långhorningar. Inga underarter finns listade i Catalogue of Life.